# Vodochody Airport
Vodochody Airport (tjeckiska: Letiště Vodochody) är en flygplats i Tjeckien.   Den ligger i regionen Mellersta Böhmen, i den centrala delen av landet, 14 km norr om huvudstaden Prag. Vodochody Airport ligger 274 meter över havet.
Terrängen runt Vodochody Airport är platt.Runt Vodochody Airport är det mycket tätbefolkat, med 1 754 invånare per kvadratkilometer. Närmaste större samhälle är Prag, 14,4 km söder om Vodochody Airport. Trakten runt Vodochody Airport består till största delen av jordbruksmark.